# Schmidt-Halbinsel
Die Schmidt-Halbinsel ist eine kleine Halbinsel im Grahamland auf der Antarktischen Halbinsel. Sie ist über einen flachen Isthmus mit Kap Legoupil auf der Trinity-Halbinsel verbunden.
Teilnehmer der 2. Chilenischen Antarktis-Expedition (1947–1948) benannten sie nach Hugo Schmidt Prado (* 1913), Hauptmann der chilenischen Armee und erster Leiter der 1948 auf dieser Halbinsel errichteten Bernardo-O’Higgins-Station.